# Ellweiler
Ellweiler település Németországban, Rajna-vidék-Pfalz tartományban. Lakosainak száma 340 fő (2023. december 31.).

## Népesség
A település népességének változása:
| Lakosok száma | 251  | 303  | 304  | 308  | 322  | 323  | 340  |
|               | 1975 | 2014 | 2017 | 2019 | 2021 | 2022 | 2023 |